# Hélène Boucher
Hélène Boucher, també coneguda com a Léno (23 de maig de 1908 - 30 de novembre de 1934), va ser una coneguda aviadora francesa de principis de la dècada de 1930, quan va establir diversos rècords mundials de velocitat femenina, incloent també un rècord mundial absolut, tant masculí com femení. Va morir en un accident l'any 1934.

Hélène Boucher era filla d'un arquitecte parisenc. Va estudiar a l'escola Sévigné, una de les més liberals de l'època, on va conèixer Dolly van Dongen, filla de Kees van Dongen, que es convertiria en la seva millor amiga. A causa de la guerra la família Boucher va haver de marxar temporalment de París per anar a Boigneville. El 4 de juny de 1930, gràcies al tinent de reserva Roger de Grésigny, va fer el seu primer vol a Orly i es va convertir en la primera alumna de l'escola de vol dirigida per Henri Farbos a Mont-de-Marsan el 20 de març de 1931. El 15 de juny va fer el seu primer vol en solitari i ràpidament, el 21 de juny, va obtenir la seva llicència (núm. 182) amb només 23 anys. Entre juliol i desembre de 1931 va volar poc fins que al desembre es va comprar una avioneta d'Havilland DH.60 Gypsy Moth de 85 CV amb què va aprendre a navegar i realitzar acrobàcies aèries i que li va ser lliurada el gener de 1932.
Entre el 27 d'abril i el 2 de maig de 1932 Hélène va realitzar una gira aèria per França amb què va aconseguir les 100 hores de vol que necessitava per a aconseguir la seva llicència per a transport públic al juny de 1932. Després d'assistir a algunes trobades d'aviació, Boucher va vendre la Moth i va comprar una Avro Avian, amb la intenció de fer un vol a l'Extrem Orient. El 13 de febrer de 1933 va sortir de Le Bourget amb direcció a Saigon, però una sèrie d'avaries mecàniques juntament amb poca col·laboració del personal d'alguna de les escales va fer que no pogués acabar.
Després de revendre l'Avro, Maillet li va presentar el constructor Pierre Mauboussin, que la va convidar a les dotze hores d'Angers. Així, el juliol de 1933 va volar, juntament amb la senyoreta Jacob, en una de les màquines de menor potència, una Mauboussin-Zodiac 17 amb motor Salmson de 60 CV, completant 1.645 km a una velocitat mitjana de 137 km/h: hi arribà en catorzena posició. En ser l'únic equip femení a competir van rebre el premi de 3.000 francs reservats per a un equip completament femení, així com 3.000 francs per la posició.
La seva gran habilitat va ser reconeguda per Michel Detroyat, a qui li havia demanat una plaça a la seva escola d'acrobàcies a Villacoublay. El 2 d'agost de 1933 Hélène, a bord d'un Zodiac Mauboussin-Peyret, va superar el rècord d'altura de May Haizlip: arribà a 5.900 m. El 8 de juliol de l'any següent, Boucher va competir una altra vegada a les dotze hores d'Angers amb un contracte amb la companyia Caudron i en un Rafale, l'avió més ràpid de Caudron. Boucher va finalitzar en segon lloc, tan sols superada per l'equip Lacombe-Trivier i establí el rècord mundial de velocitat en 100 km i sobretot el dels 1.000 km per a avions lleugers amb una velocitat mitjana de 250.086 km/h.
Durant 1933 i 1934 va establir diversos rècords del món femenins. Boucher fins i tot va aconseguir, a bord d'un Caudron C.450, el rècord internacional absolut (tant masculí com femení) de velocitat en 1.000 quilòmetres l'11 d'agost de 1934 amb 409,2 km/h. La major part d'aquestes marques les va aconseguir amb avions Caudron amb motors Renault, i al juny de 1934 la companyia Renault també li va fer temporalment un contracte amb la finalitat de promocionar el seu nou automòbil esportiu de 6 cilindres Vivasport.
El 30 de novembre de 1934, amb 26 anys, Boucher va morir a bord d'un Caudron C.430 Rafale prop de Versalles quan la seva avioneta es va estavellar als boscos de Guyancourt. Boucher va ser nomenada pòstumament Chevalier de la Légion d'honneur i va ser la primera dona enterrada a Els Invàlids, on es va celebrar el seu funeral. Està enterrada al cementiri de Yermenonville. Després de la seva mort es van erigir diversos monuments commemoratius de diferents tipus. La nova escola femenina Lycée Hélène Boucher, construïda el 1935 a París (75, Cours de Vincennes), va ser nomenada així com a model per a futures generacions de noies "modernes". Hi ha un monòlit als boscos de Guyancourt on va ocórrer l'accident, un monument a la tomba a Yermenonville i diverses places i carrers de diverses ciutats porten el seu nom. L'any 1935 va començar una competició per a aviadores femenines denominada la copa Hélène Boucher.

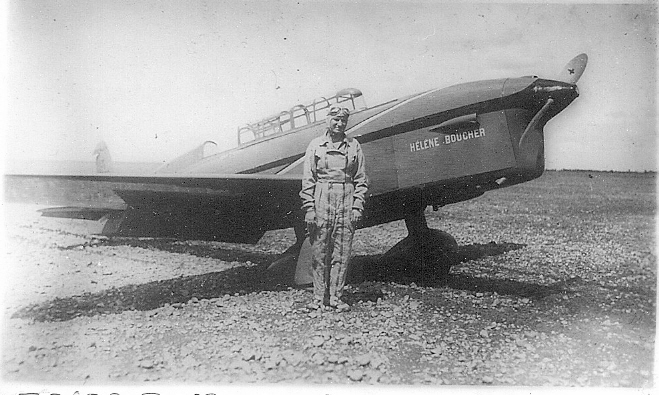
Boucher davant la seva avioneta Caudron Rafale

## Referències

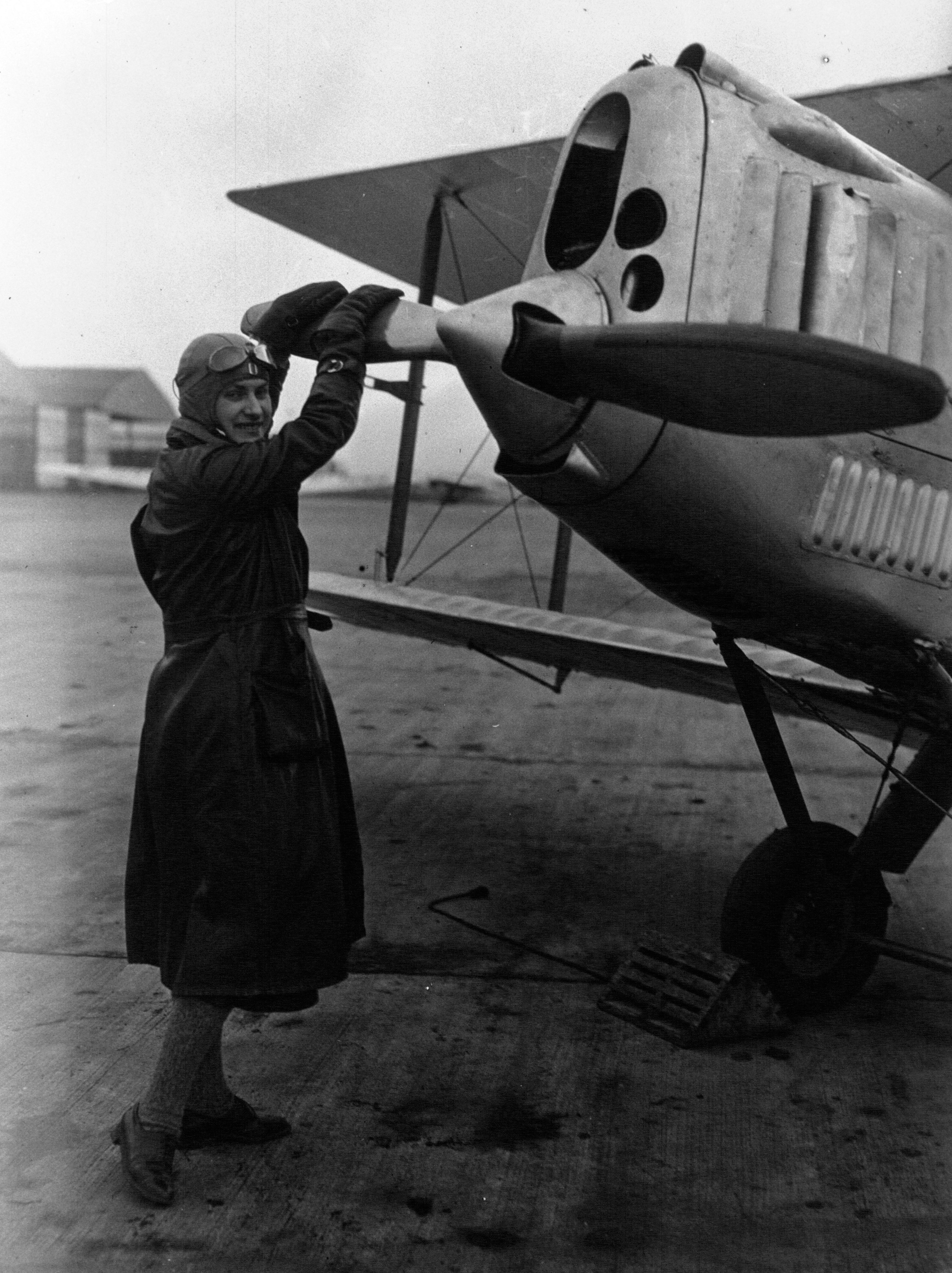
L'aviadora Hélène Boucher (1908-1934) a Le Bourget el 1933

## Informacions addicionals
- Antoine Rédier: Hélène Boucher, jeune fille de France, Flammarion, el 1935, amb pròleg de Victor Denain.

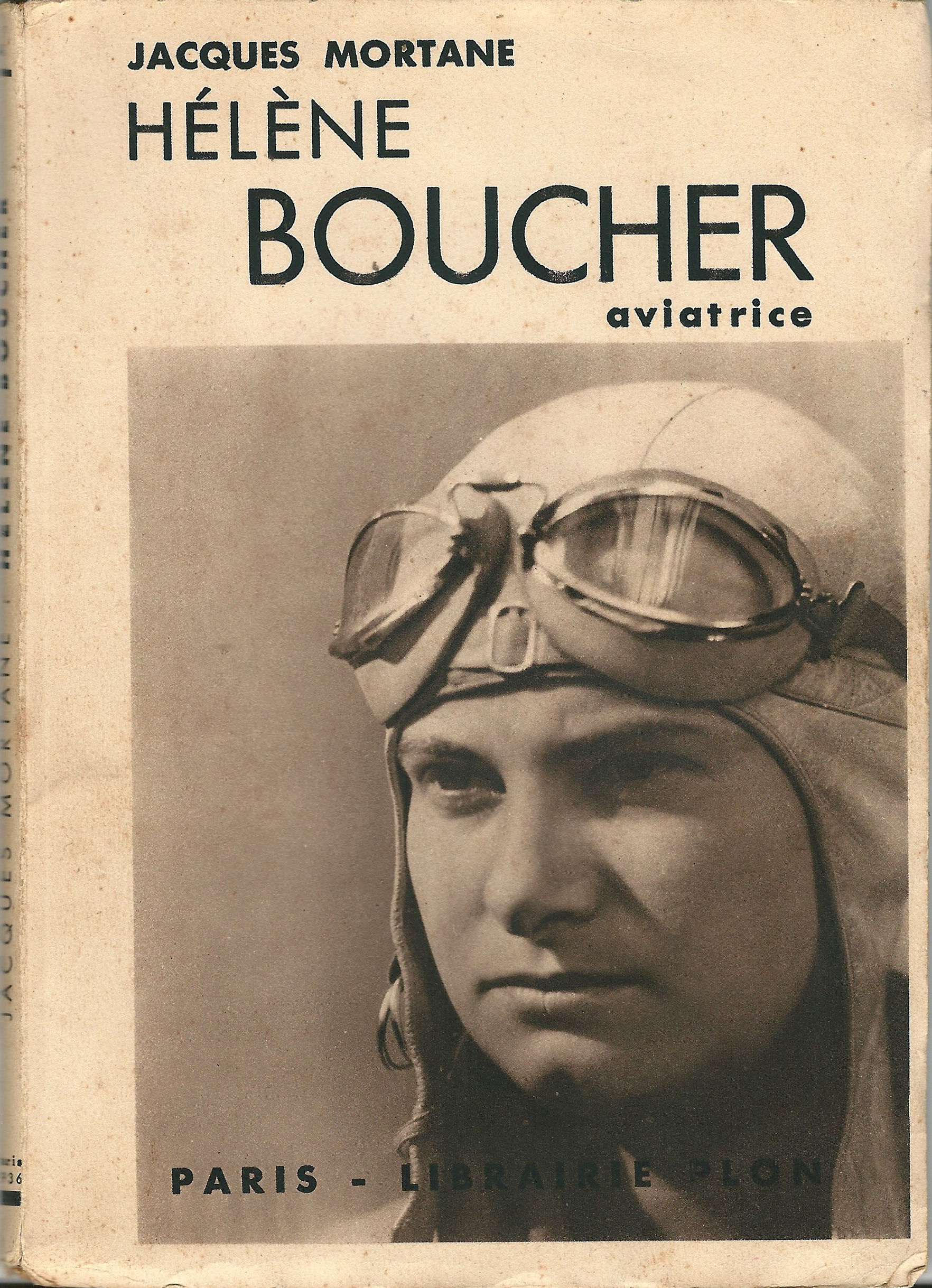
Un llibre sobre Hélène Boucher